# فرناندو فرنانديز (ممثل)
فرناندو فرنانديز (بالإسبانية: Fernando Fernández)‏ هو مغني وممثل مكسيكي، ولد في 9 نوفمبر 1916 في المكسيك، وتوفي في 24 نوفمبر 1999.

## وصلات خارجية
- فرناندو فرنانديز على موقع IMDb (الإنجليزية)
- فرناندو فرنانديز على موقع ألو سيني (الفرنسية)
- فرناندو فرنانديز على موقع ميوزك برينز (الإنجليزية)
- فرناندو فرنانديز على موقع أول موفي (الإنجليزية)
- فرناندو فرنانديز على موقع قاعدة بيانات الأفلام السويدية (السويدية)
- فرناندو فرنانديز على موقع أول ميوزيك (الإنجليزية)
- فرناندو فرنانديز على موقع ديسكوغز (الإنجليزية)
- فرناندو فرنانديز على موقع قاعدة بيانات الفيلم (الإنجليزية)
- فرناندو فرنانديز على موقع كينوبويسك (الروسية)